# Zdravko Matulja
Zdravko Matulja (13 de junio de 1957 – 24 de diciembre de 2022[cita requerida]) es un expiloto de motociclismo croata, que compitió en el Campeonato del Mundo de Motociclismo entre 1980 y 1990.

## Biografía
Sus primeros éxitos fueron la consecución de diferentes Campeonatos nacionales de Yugoslavia. En 1980, empezó a competir en el Mundial aunque saltaría al primer nivel en 1982 al proclamarse campeón de Europa en 50cc, siendo el primer piloto balcánico que ha conseguido este título. En el panorama Mundial, siempre disputó en categorías pequeñas. Destaca la cuarta posición en el Gran Premio de Yugoslavia de 1983 y una duodécima posición en 1984.

## Resultados en el Campeonato del Mundo
Sistema de puntuación desde 1969 hasta 1987:
| Posición | 1.º | 2.º | 3.º | 4.º | 5.º | 6.º | 7.º | 8.º | 9.º | 10.º |
| Puntos   | 15  | 12  | 10  | 8   | 6   | 5   | 4   | 3   | 2   | 1    |

Sistema de puntuación desde 1988 hasta 1991:
| Posición | 1.º | 2.º | 3.º | 4.º | 5.º | 6.º | 7.º | 8.º | 9.º | 10.º | 11.º | 12.º | 13.º | 14.º | 15.º |
| Puntos   | 20  | 17  | 15  | 13  | 11  | 10  | 9   | 8   | 7   | 6    | 5    | 4    | 3    | 2    | 1    |

### Carreras por año
| Año  | Categoría | Equipo  | 1       | 2       | 3       | 4       | 5       | 6      | 7       | 8       | 9      | 10    | 11      | 12     | 13     | 14    | Ptos. | Pos. |
| ---- | --------- | ------- | ------- | ------- | ------- | ------- | ------- | ------ | ------- | ------- | ------ | ----- | ------- | ------ | ------ | ----- | ----- | ---- |
| 1980 | 50cc      | Tomos   | NAT -   | ESP -   | YUG 18  | NED -   | BEL -   | GER -  |         |         |        |       |         |        |        |       | 0     | -    |
| 1981 | 50cc      | Tomos   |         |         | GER -   | NAT 11  |         | ESP -  | YUG Ret | NED Ret | BEL 12 | RSM - |         |        |        | CZE - | 0     | -    |
| 1982 | 50cc      | Tomos   |         |         |         | ESP -   | NAT -   | NED 14 |         | YUG Ret |        |       |         |        | RSM 11 | GER - | 0     | -    |
| 1983 | 50cc      | Tomos   | FRA Ret | NAT Ret | GER Ret | ESP -   |         | YUG 4  | NED 12  |         |        |       | RSM Ret |        |        |       | 8     | 14.º |
| 1984 | 80cc      | Ziegler | NAT 19  | ESP -   | AUT 9   | GER 8   | YUG 7   | NED -  | BEL -   | RSM -   |        |       |         |        |        |       | 9     | 12.º |
| 1985 | 80cc      | Ziegler | ESP -   | GER 26  | NAT -   | YUG 21  | NED 22  | FRA -  | RSM 13  |         |        |       |         |        |        |       | 0     | -    |
| 1986 | 80cc      | MTM     | ESP -   | NAT -   | GER DNQ | AUT -   | YUG 24  | NED -  | GBR -   | RSM DNQ | BWU -  |       |         |        |        |       | 0     | -    |
| 1987 | 80cc      | Ziegler | ESP -   | GER -   | NAT -   | AUT -   | YUG Ret | NED -  |         | GBR -   |        | CZE - | RSM -   | POR -  |        |       | 0     | -    |
| 1988 | 125cc     | MBA     | ESP -   | NAT -   | GER -   | AUT -   | NED -   | BEL -  | YUG DNQ | FRA -   | GBR -  | SWE - | CZE -   |        |        |       | 0     | -    |
| 1989 | 80cc      | Casal   |         |         | ESP -   | NAT Ret | GER 22  | AUT 11 | NED 24  |         |        |       |         | CZE 26 |        |       | 5     | 24.º |
| 1990 | 125cc     | Honda   | JPN -   | ESP -   | NAT -   | GER DNQ | AUT -   | YUG 20 | NED DNQ | BEL DNQ | FRA -  | GBR - | SWE -   | CZE -  | HUN -  | AUS - | 0     | -    |

| Color     | Resultado                                                               |
| --------- | ----------------------------------------------------------------------- |
| Oro       | Ganador                                                                 |
| Plata     | 2.ª plaza                                                               |
| Bronce    | 3.ª plaza                                                               |
| Verde     | Finalizó en los puntos                                                  |
| Azul      | Finalizó sin puntos                                                     |
| Azul      | NC - No clasificado                                                     |
| Violeta   | Ret - No terminó (Carrera)                                              |
| Rojo      | DNQ - No se clasificó                                                   |
| Negro     | DSQ - Descalificado                                                     |
| Blanco    | DNS - No empezó (carrera)                                               |
| Blanco    | WD - Retirado (fin de semana)                                           |
| Blanco    | C - Carrera cancelada                                                   |
| Sin color | DNP - Inscrito pero no participó                                        |
| Sin color | INJ - Lesionado                                                         |
| Sin color | EX - Excluido                                                           |
| Estado    | Resultado                                                               |
| Negrita   | Pole position                                                           |
| Cursiva   | Vuelta rápida                                                           |
| †         | Abandona, pero clasifica al completar el porcentaje requerido para ello |